# Kenton Duty
Jeffrey Kenton Duty (Plano, Texas; 12 de mayo de 1995) es un actor, bailarín y cantante estadounidense. Es conocido por su papel de Gunther Hessenheffer, el extravagante estudiante de intercambio de Europa en la Serie Original de Disney Channel, Shake It Up.

## Primeros años
Duty nació el 12 de mayo de 1995 en Plano, Texas. Tiene dos hermanas menores, hermanas gemelas (nacidas en 1999). Comenzó a estudiar actuación a la edad de 9 años, cuando sus padres le sugirieron asistir a un taller de verano de teatro musical, para que se sintiera cómodo ante una audiencia durante una presentación de la escuela. Fue en el taller de verano donde descubrió que tenía un amor por el teatro musical, y fue allí también donde se reunió con el director de reparto que le pediría una audición para su primer trabajo, A Christmas Carol.

## Carrera

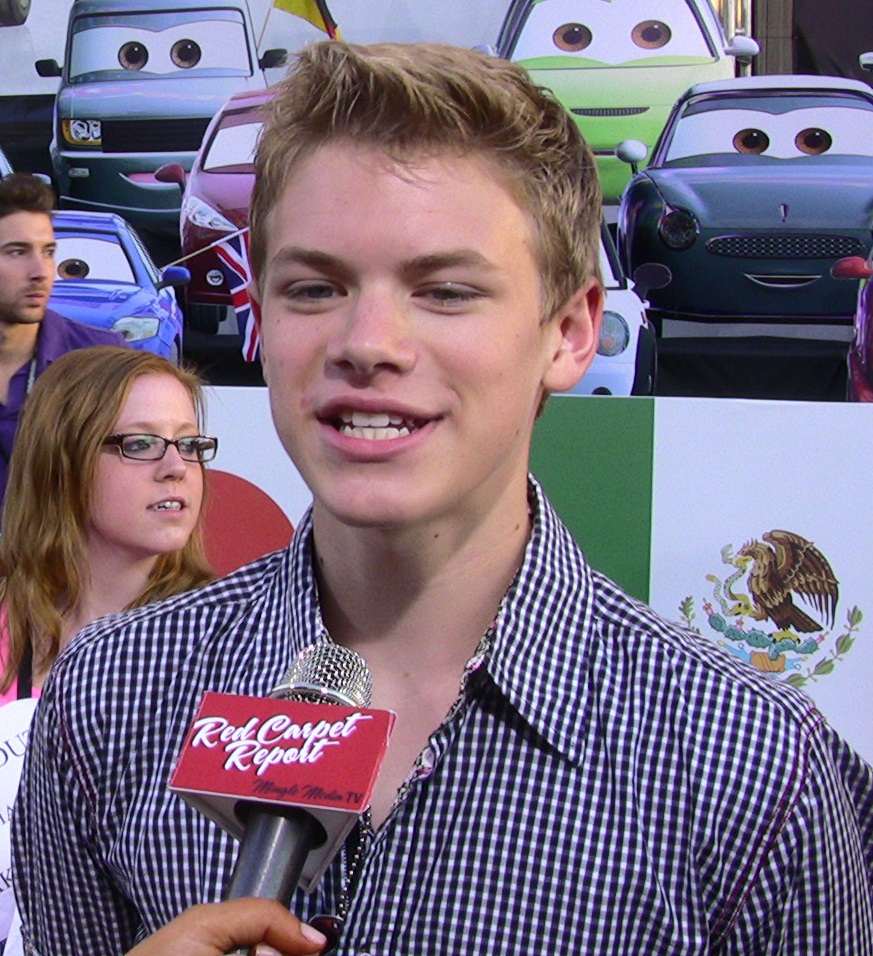

En 2004, Kenton comenzó su carrera en Dallas, Texas, cuando tenía 9 años, en la producción musical de la etapa el "Dallas Theater Center" de A Christmas Carol, y apareció en el escenario de nuevo al año siguiente con un papel principal en Ragtime. Kenton comenzó a audicionar para papeles en Los Ángeles, después de haber sido descubierto en un escaparate de rendimiento en el Young Actors Studio en Dallas, Texas, por Hollywood talent agent Cindy Osbrink y ella lo invitó a ir a California a una audición para la temporada del episodio piloto. Además, ha aparecido en numerosos anuncios nacionales para McDonalds, Wal-Mart, Pizza Hut, y Mattel.
En 2007, después de varias apariciones en sketches cómicos en The tonight show con Jay Leno, Duty consiguió su primer papel destacado como Michael en la película de Lifetime película para televisión Christmas in Paradise. Durante los dos años siguientes, apareció en papeles de estrella invitada en la serie de la televisión Cold Case y en The Jay Leno Show, así como un papel coprotagónico en la popular web serie Ctrl. En 2009, Kenton consiguió su primer papel cinematográfico en la película de suspenso 2:13, así como los papeles del largometraje en la película de terror Forget Me Not, la película de comedia Crazy on the Outside, y la película de Bollywood, My Name Is Khan.
En 2010, ganó notoriedad popular en el papel de "Joven Jacob" en la exitosa serie de televisión Lost, aunque nadie, incluido el mismo Duty, sabía quién era su personaje hasta casi el último episodio de la serie. Había sido contratado simplemente como "Adolescente". Kenton actualmente es coestrella de la serie original de Disney Channel, Shake It Up como el extravagante bailarín y diseñador de moda Günther Hessenheffer, junto a Caroline Sunshine como su hermana gemela fraterna Tinka. El hermano/hermana dúo de Günther y Tinka se dice que está inspirado en Ryan y Sharpay Evans, de la franquicia High School Musical de Disney.

## Vida personal
Kenton actualmente vive en Los Ángeles con sus padres y sus hermanas gemelas. Ama a los animales y soñaba con ser veterinario antes de comenzar su carrera como actor. Tiene un conejillo de indias llamado "Peanut", y un caballo, que mantiene en la propiedad de su abuela. Las aficiones de Kenton incluyen la cocina para hornear, y paseos a caballo. También le gusta cantar, tocar guitarra y escribir canciones. Antes de empezar a trabajar en la serie de Disney Channel, Shake It Up, Kenton tocaba la guitarra y cantaba en la banda KGMC Gigmasters con Braeden Lemasters y su compañero de Lost, Dylan Minnette.
Cuando no está trabajando, Kenton se involucra en causas benéficas, como la iniciativa que beneficia a Disney's Friends for Change caridades ambientales a través de la Disney Worldwide Conservation Fund, el Starlight Children's Foundation que se dedica a mejorar la calidad de vida de los niños con condiciones médicas crónicas y potencialmente mortales y Land O'Frost de "Lunch Box for Good Program", que ayuda a Hands On Nashville a proporcionar asistencia a las víctimas de las inundaciones que tuvieron lugar en 2010 en Tennessee. Además de su trabajo de caridad, Kenton ha sido una voz franca contra el acoso escolar.

## Filmografía
| Cine | Cine                    | Cine               | Cine                                               |
| Año  | Película                | Personaje          | Notas                                              |
| ---- | ----------------------- | ------------------ | -------------------------------------------------- |
| 2009 | 2:13                    | Joven Russell      | —                                                  |
| 2009 | Forget Me Not           | Joven Chad         | —                                                  |
| 2010 | Crazy on the Outside    | Ethan Papadopolous | —                                                  |
| 2010 | My Name Is Khan         | Reese Garrick      | Personaje de mayor edad; Antagonista reformado.    |
| 2013 | Contest                 | Matt Prylek        | En posproducción para el estreno en verano de 2013 |
| 2016 | A Housekeeper's Revenge | Matthew Hensley    | —                                                  |

| Televisión | Televisión                     | Televisión                | Televisión                                                     |
| Año        | Título                         | Personaje                 | Notas                                                          |
| ---------- | ------------------------------ | ------------------------- | -------------------------------------------------------------- |
| 2006–2007  | The Tonight Show with Jay Leno | Various roles             | 4 episodios                                                    |
| 2007       | Christmas in Paradise          | Michael Marino            | (Película de televisión)                                       |
| 2008       | 3-Minute Game Show             | Él mismo - Participante   | 1 episodio                                                     |
| 2008       | Cold Case                      | Joven Chuck Pearce '69    | 1 episodio                                                     |
| 2009       | Ctrl                           | Joven Ben                 | 10 episodios                                                   |
| 2009       | The Jay Leno Show              | Varios personajes         | 2 episodios                                                    |
| 2010       | Lost                           | Adolescente (Joven Jacob) | 4 episodios                                                    |
| 2010       | Jimmy Kimmel Live!             | Joven Jacob               | 1 episodio                                                     |
| 2011       | Last Man Standing              | Víctor Blake              | 1 episodio                                                     |
| 2010–2013  | Shake It Up!                   | Gunther Hessenheffer      | Personaje principal (temporadas 1-2), recurrente (temporada 3) |

## Discografía

### Álbumes

#### Bandas Sonoras
| 2011                                                                | Shake It Up: Break It Down - Lanzamiento: 11 de julio de 2011       | 22 | 1 | 1 | —  | 65 |  |
| 2012                                                                | Shake It Up: Live 2 Dance - Lanzamiento: 20 de marzo de 2012        | 13 | 2 | 1 | 99 | —  |  |
| 2012                                                                | Shake It Up: Made In Japan - EP - Lanzamiento: 21 de agosto de 2012 | —  | — | — | —  | —  |  |
| «—» significa que el álbum no fue lanzado o no apareció en la lista |                                                                     |    |   |   |    |    |  |

### Sencillos
| Canción                                              | Año  | Álbum                      |
| ---------------------------------------------------- | ---- | -------------------------- |
| "Monster Mash" (con Adam Irigoyen y Davis Cleveland) | 2011 | Solo sencillo              |
| "Show Ya How" (con Adam Irigoyen)                    | 2012 | Shake It Up: Break It Down |

### Videos musicales
| Año  | Canción        | Notas                               |
| ---- | -------------- | ----------------------------------- |
| 2011 | "Monster Mash" | con Adam Irigoyen y Davis Cleveland |

### Aparición en vídeo musical
| Año  | Canción | Notas                              |
| ---- | ------- | ---------------------------------- |
| 2012 | "Roam"  | Video musical de Caroline Sunshine |

## Premios y nominaciones
| Año  | Premiación          | Categoría | Trabajo     | Resultado | Ref.   |
| ---- | ------------------- | --- | ----------- | --------- | ------ |
| 2011 | Young Artist Awards | Mejor Elenco Joven en Una Serie de TV (compartido con Bella Thorne, Zendaya, Roshon Fegan, Adam Irigoyen, Davis Cleveland, Caroline Sunshine) | Shake It Up | Nominados | [ 30 ] |
| 2012 | Young Artist Awards | Mejor Elenco Joven en Una Serie de TV (compartido con Bella Thorne, Zendaya, Roshon Fegan, Adam Irigoyen, Davis Cleveland, Caroline Sunshine) | Shake It Up | Nominados | [ 31 ] |